# Municipio de Compostela
El municipio de Compostela es un municipio del estado mexicano de Nayarit, su nombre antiguo en lengua náhuatl era Valle de Cactlán ("lugar donde usan zapatos"). El municipio de Compostela se localiza en la costa sur del estado. Se ubica dentro de las coordenadas geográficas extremas entre los paralelos 21º22' y 20º52' de latitud norte; y los meridianos 104º49' a 105º22' de longitud oeste.
Tiene el municipio una extensión de 1.848 km², se comunica con las ciudades de Guadalajara, en Jalisco y Tepic, en Nayarit por carretera y ferrocarril; asimismo, se conecta por carretera con la población de Puerto Vallarta, en Jalisco.
El municipio cuenta según el censo de población del año 2010 con 70.399 habitantes.

## Toponimia
Véase el apartado Toponimia en Santiago de Compostela
El 25 de julio de 1540 Cristóbal de Oñate fundó la población con el nombre de Villa de Santiago de Galicia de Compostela como primera capital del reino de Nueva Galicia en honor a la ciudad de Santiago de Compostela en Galicia, España, que durante el periodo colonial se le llamaba Compostela de Indias, y de donde deriva el nombre actual de la población y municipio.

### Límites municipales
Tiene límites administrativos con los siguientes municipios y/o accidentes geográficos, según su ubicación:
| Noroeste: Océano Pacífico, San Blas      | Norte: Xalisco                      |                                            |
| Oeste: Océano Pacífico                   |                                     | Este: San Pedro Lagunillas                 |
| Suroeste: Municipio de Bahía de Banderas | Sur: Municipio de Bahía de Banderas | Sureste: San Sebastián del Oeste (Jalisco) |

## Gobierno

### Presidentes municipales
| Presidente municipal            | Período               | Partido político                 | Notas |
| Petronilo Díaz Ponce            | 1917                  |                                  | |
| Manuel Pimienta Hernández       | 1918                  |                                  | |
| Rafael Dávila                   | 1919                  |                                  | |
| José Ma. Regalado Larios        | 1920–1921             |                                  | |
| Fernando Romero Paredes         | 1922–1923             |                                  | |
| Gustavo Luna Plata              | 1924                  |                                  | |
| Pedro Ibarra Trujillo           | 1925                  |                                  | |
| Gustavo Luna Plata              | 1926                  |                                  | |
| Rafael Ibarra Trujillo          | 1927                  |                                  | |
| Alberto Rodríguez Rocha         | 1928                  |                                  | |
| Rafael Ibarra Trujillo          | 1929                  |                                  | |
| Narciso Piña                    | 1930                  | PNR                              | |
| Gustavo B. Maciel               | 1931                  | PNR                              | |
| Apolonio Aguirre Delgado        | 1931                  | PNR                              | |
| Jorge Olimón Colio              | 1932–1933             | PNR                              | |
| Juan Manuel Larios              | 1934                  | PNR                              | |
| Guillermo Flores Abena          | 1935                  | PNR                              | |
| Joaquín Betancourt              | 1935                  | PNR                              | |
| Jesús Puga Flores               | 1936                  | PNR                              | |
| Alfonso Ocegueda Carrillo       | 1937–1938             | PNR                              | |
| Isidro Mora Piña                | 1938                  | PRM                              | |
| Alfonso Rodríguez Aguirre       | 1939–1940             | PRM                              | |
| Reyes Orozco Villa              | 1941                  | PRM                              | |
| Pedro Arciniega Álvarez         | 1941–1942             | PRM                              | |
| Eduardo Arcadia Mediana         | 1943–1944             | PRM                              | |
| Martiniano Trejo González       | 1945–1948             | PRM PRI                          | |
| Fernando Ulloa González         | 1949–1951             | PRI                              | |
| Martiniano Trejo González       | 1952–1954             | PRI                              | |
| Juan Gradilla Vidriales         | 1955–1958             | PRI                              | |
| Salvador Gutiérrez Contreras    | 1958–1960             | PRI                              | |
| Manuel Gradilla Muñoz           | 1961–1963             | PRI                              | |
| Indalencio Esparza              | 1963                  | PRI                              | Interino |
| Raymundo Zavala Sánchez         | 1964–1966             | PRI                              | |
| Rafael Machuca Medina           | 1967–1969             | PRI                              | |
| Juan Hernández García           | 1969–1971             | PRI                              | |
| Javier Ayón Uribe               | 1970–1972             | PRI                              | |
| Ángel Ocegueda Cuevas           | 1973–1975             | PRI                              | |
| Juan Manuel Inda Vallejo        | 1976–1978             | PRI                              | |
| Nicolás Aguirre Anzaldo         | 1978–1979             | PRI                              | |
| Enrique Medina Lomelí           | 1979–1981             | PRI                              | |
| Alejandro González Sánchez      | 1981–1982             | PRI                              | |
| Ramón Pimienta Aguirre          | 1982–1984             | PRI                              | |
| Arnulfo Peña Banda              | 1984–1987             | PRI                              | |
| Heriberto Conde Valdés          | 1987–1990             | PRI                              | |
| Macario Aguayo Durán            | 1990–1992             | PRI                              | |
| José Luis Flores de los Ángeles | 1992–1993             | PRI                              | |
| Baltazar Cruz Dueñas            | 1993–1996             | PRI                              | |
| Andrés Villaseñor Salazar       | 17-09-1996–16-09-1999 | PRI                              | |
| Juan Aguirre Chávez             | 17-09-1999–16-09-2002 | PRI                              | |
| Alicia Monroy Lizola            | 17-09-2002–16-09-2005 | PRI                              | |
| Marco Antonio Moreno Venegas    | 17-09-2005–16-09-2008 | PRI                              | |
| Héctor López Santiago           | 17-09-2008–16-09-2011 | PRI Panal                        | Coalición "Por el Nayarit que Todos Queremos" |
| Pablo Pimienta Márquez          | 17-09-2011–16-09-2014 | PAN                              | |
| Alicia Monroy Lizola            | 17-09-2014–16-09-2017 | PRI Panal PVEM                   | Coalición "Por el Bien de Nayarit" |
| Gloria Núñez Sánchez            | 17-09-2017–27-03-2018 | PAN PRD PT PRS                   | Coalición "Juntos por Ti". Elegida presidenta municipal constitucional de Compostela. Solicitó licencia para contender en las elecciones federales del domingo 1 de julio de 2018 hacia un escaño por Nayarit en el Senado de la República, que obtuvo |
| Kenia Elizeth Núñez Delgado     | 28-03-2018–06-12-2018 | PAN PRD PT PRS                   | Coalición "Juntos por Ti". Interina |
| Gloria Núñez Sánchez            | 07-12-2018–14-03-2019 | PAN PRD PT PRS                   | Coalición "Juntos por Ti". Regresó desde el Senado a la Presidencia Municipal de Compostela. Volvió a pedir licencia en la Presidencia Municipal, esta vez de forma definitiva, para ir a ocupar nuevamente su escaño en el Senado                     |
| Kenia Elizeth Núñez Delgado     | 22-03-2019–16-09-2021 | PAN PRD PT PRS                   | Coalición "Juntos por Ti". Interina por segunda vez |
| Romina Chang Aguilar            | 17-09-2021–16-09-2024 | PT PVEM Panal Morena             | |
| Gustavo Alfonso Ayón Aguirre    | 17-09-2024–           | Morena PVEM PT Fuerza por México | Coalición "Sigamos Haciendo Historia" |